# Marie-Charlotte de Romilley de La Chesnelaye
Marie-Charlotte de Romilley de La Chesnelaye   (Saint-Georges-de-Reintembault, c. 1671 - París, 2 de juliol de 1737), marquesa de L’Hôpital, fou una matemàtica francesa del segle XVII. Els seus treballs foren en els camps de la geometria i àlgebra. Estava casada amb el marquès de L'Hôpital, també matemàtic, amb qui va tenir un fill i tres filles. Una altra dona de la seva família, Jacqueline de Montbel, també es va distingir en el camp de la ciència a finals del segle XVI.